# Afrixalus fornasini
Afrixalus fornasini е вид земноводно от семейство Hyperoliidae. Видът е незастрашен от изчезване.

## Разпространение
Разпространен е в Зимбабве, Кения, Малави, Мозамбик, Танзания и Южна Африка.